# مد (اکلاهما)
مد(به انگلیسی: Maud) شهری در ایالت اکلاهما کشور ایالات متحده آمریکا است که جمعیت آن در سرشماری سال ۲۰۱۰ میلادی، ۱٬۰۴۸ نفر بوده‌است.